# Unus pro omnibus, omnes pro uno

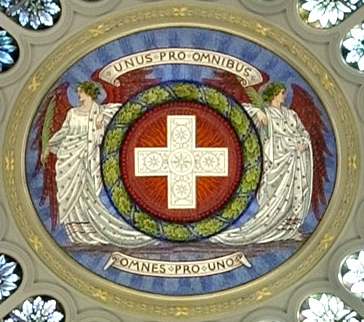
Mosaico sulla volta della cupola del Palazzo Federale Svizzero (Berna)

Unus pro omnibus, omnes pro uno è una locuzione latina che significa "uno per tutti, tutti per uno".
Adottato in via ufficiosa (non ufficiale) quale motto dalla Svizzera, è tuttavia spesso più noto quale motto dei protagonisti del romanzo I tre moschettieri di Alexandre Dumas, pur se nella forma invertita  "tutti per uno, uno per tutti" (tradotta dal francese "tous pour un, un pour tous"). Da notare che il motto è utilizzato due sole volte dai moschettieri: la prima volta nel romanzo I tre moschettieri (capitolo IX, quando d'Artagnan propone il giuramento ad Athos, Aramis e Porthos che lo ripetono stendendo la mano) e una seconda nel romanzo Il visconte di Bragelonne (capitolo CCXLIX, durante la fuga Aramis ricorda l'antico motto all'amico Porthos per scusarsi di averlo coinvolto, a sua insaputa, nella fallita cospirazione contro re Luigi XIV).
Nella traduzione dal latino al francese utilizzata dalla Svizzera, l'ordine è invece quello della sequenza in latino. Questo motto è un chiasmo.